# 에드워드 밴슬론

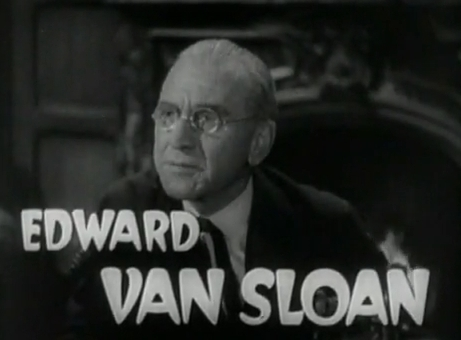

에드워드 밴슬론(영어: Edward Van Sloan, 1882년 11월 1일 ~ 1964년 3월 8일)은 미국의 배우이다.
샌프란시스코에서 사망하였다. 펜실베이니아주에 매장되었다.

## 영화
- 닥터 테이크 어 와이프 (1940년)
- 드라큐라의 딸 (1936년)
- 폼페이 최후의 날 (1935년)
- 베이비 페이스 (1933년) - 제임슨 - 뱅크 디렉터 역
- 대홍수 (1933년)
- 비하인드 더 마스크 (1932년)
- 미이라 (1932년)
- 맨하튼 퍼레이드 (1931년)
- 프랑켄슈타인 (1931년)
- 드라큐라 (1931년) - 에이브러햄 반 헬싱 교수 역